# 4-氨基吡啶

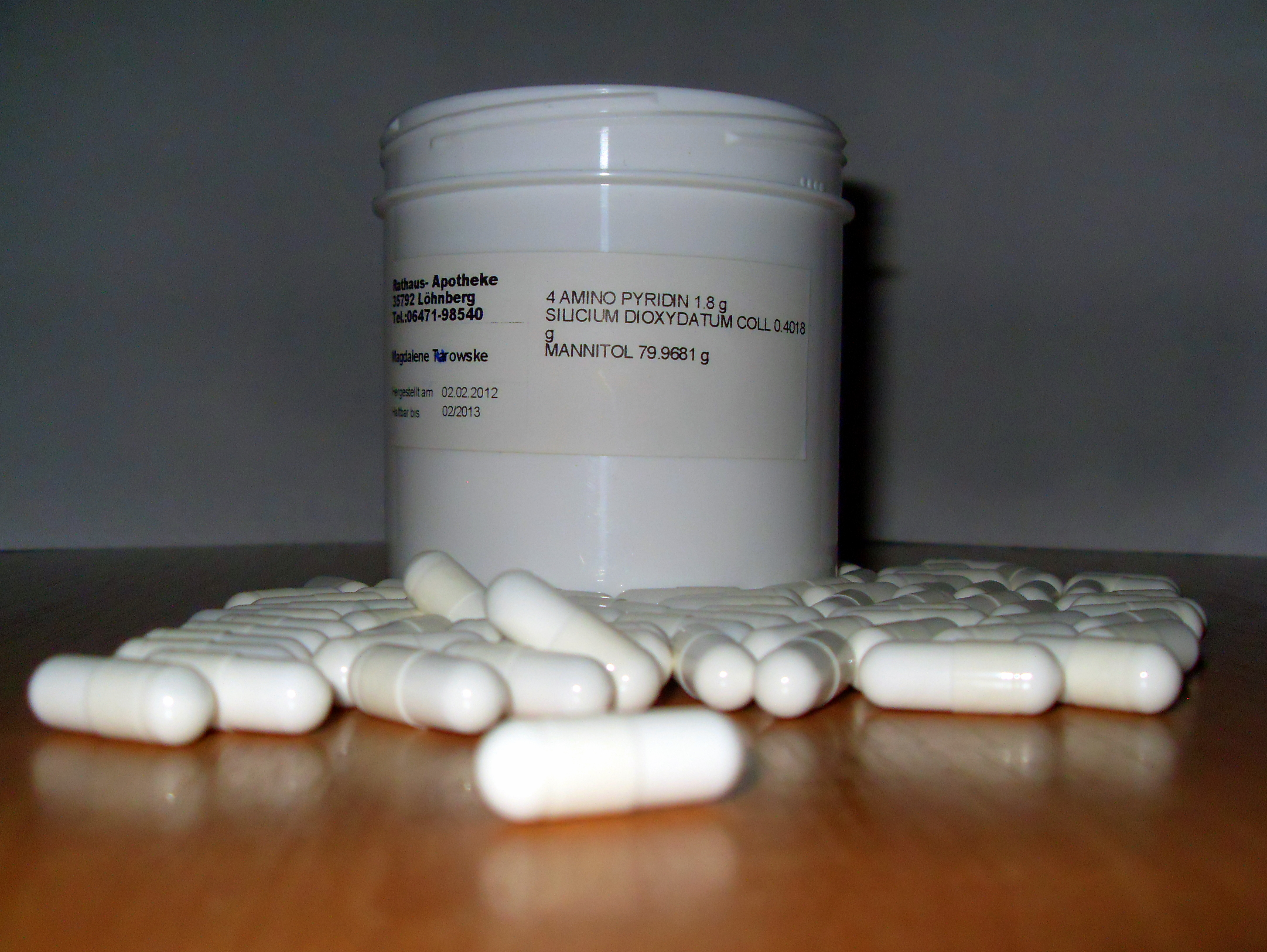
4-氨基吡啶药片。

4-氨基吡啶（4-AP）是一种有机化合物，化学式为C5H6N2。有3种同分异构体，被用作表征钾通道亚型的研究工具，也被用作用于治疗多发性硬化症的一些症状的药物，并且表面上对患有一些疾病的成年人行走症状有改善。

## 制备
4-氨基吡啶可以由吡啶-4-甲酰胺和次氯酸钠的Hofmann重排反应脱羰来制备。吡啶甲酰胺可由相应的腈得到，腈再通过4-甲基吡啶的氨氧化反应得到。

## 拓展链接
- Ampyra official site（页面存档备份，存于）
- Ampyra Prescribing information
- Avitrol official site